# Clifford D. Simak
Clifford Donald Simak (Millville (Wisconsin); 3 de agosto de 1904-Mineápolis, Minnesota; 25 de abril de 1988) fue un periodista y escritor de ciencia ficción estadounidense. En su dilatada carrera de más de 50 años, Simak ganó tres premios Hugo. Fue el tercer autor en recibir el premio Gran Maestro en reconocimiento al conjunto de su obra.

## Biografía
Nació en Millville (Wisconsin) en 1904, hijo de John Lewis y Margaret (Wiseman) Simak. Atendió a la Universidad de Wisconsin–Madison, y tras graduarse trabajó como profesor en varios colegios públicos hasta 1929. Se casó con Agnes Kuchenberg el 13 de abril de 1929, y tuvieron dos hijos. Se trasladó a Mineápolis (Minnesota), donde ejerció el periodismo en varios periódicos del Medio Oeste. En 1939 comenzó a escribir para el Minneapolis Star and Tribune, asociación que duró hasta su jubilación en 1976. También ejerció de redactor jefe del Minneapolis Star en 1949 y fue nombrado coordinador de la sección Science Reading Series del Minneapolis Tribune en 1961.
Falleció en Mineápolis el 25 de abril de 1988 a la edad de 83 años. En una nota en su novela Time and Again, Simak se describe como aficionado a la pesca, el ajedrez, la filatelia y el cultivo de rosas.

## Carrera literaria
Publicó su primer relato El mundo del sol rojo en 1931, en plena época pulp. Durante el periodo de la Edad de Oro de la ciencia ficción, Simak fue un colaborador habitual en la revista Astounding Science Fiction del editor John W. Campbell. También publicó algunos relatos en la revista Galaxy Science Fiction.
A él se deben dos de las obras más significativas del género: Ciudad (1952), con la cual obtuvo el International Fantasy Award y Estación de tránsito (1963), con la que obtuvo el premio Hugo a la mejor novela en 1964. A partir de mediados de los años 1960, influido por la nueva ola, su obra sufre un notable cambio.
En 1976 recibió el prestigioso galardón Gran Maestro de la SFWA, premio en reconocimiento a la labor de toda una vida dedicada a la ciencia ficción.

## Características de su obra
Escribió ciencia ficción sociológica —colaboró por ejemplo durante el primer ciclo de Venture Science Fiction—, pero también planteó en sus obras los problemas del tiempo, de la técnica y del futuro.
En algunas de sus obras, Simak resucita dragones, fantasmas, silfos, gnomos y hadas en universos donde luchan terrestres y extraterrestres.

### Novelas
- Cosmic engineers (1939)
- Hobbies (1946)
- Una y otra vez (1951). Time and again
- Ciudad (1952). City
- Un anillo alrededor del sol (1953). Ring around the sun
- El tiempo es lo más simple (1961). Time is the simplest thing
- Estación de tránsito (1963). Way station
- Caminaban como hombres (1963). They walked like men
- Extranjeros en el universo (1964). Strangers in the universe
- Toda la carne es hierba (1965). All flesh is grass
- Dejadlos en el cielo (1967). Why call them back from heaven?
- El proyecto del hombre lobo (1967). The werewolf principle
- Los hijos de nuestros hijos (1973). Our children's children
- El planeta de Shakespeare(1976). Shakespeare's planet
- Herencia de estrellas (1977). A heritage of stars
- La autopista de la eternidad (1986). Highway of eternity
- Flores fatídicas (2000). All flesh is grass

### Recopilaciones de relatos
- ¡Mundos sin fin! (1967). Worlds without End